# Constantin Giurescu
Constantin Giurescu (ur. 10 października 1875 w Chiojdu, w Rumunii, zm. 15/28 października 1918 w Bukareszcie) – rumuński historyk. W 1914 roku został członkiem tytularnym Rumuńskiej Akademii Nauk. Jego synem był Constantin C. Giurescu, też historyk. Constantin Giurescu zmarł w 1918 roku w wyniku pandemii grypy hiszpanki.